# カルスキエボロタ海峡

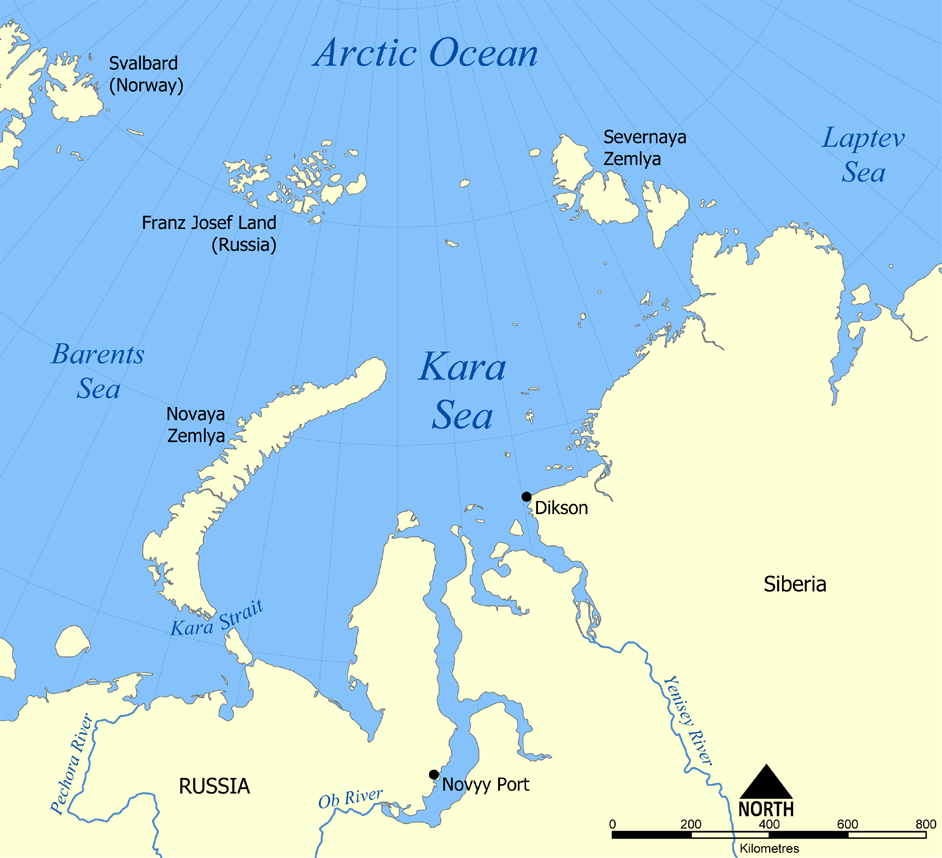
カルスキエボロタ海峡の位置

カルスキエボロタ海峡（カルスキエボロタかいきょう、ロシア語:Карские Ворота）は、ロシア連邦のネネツ自治管区にあるバイガチ島とノヴァヤゼムリャ間の海峡である。カラ海峡ともいう。カラ海とペチョラ海を結んでいる。
座標: 北緯70度30分18.39秒 東経57度58分55.84秒 / 北緯70.5051083度 東経57.9821778度